# Prophecy of Doom
Prophecy of Doom (vaak afgekort tot P.O.D. en niet te verwarren met de latere Amerikaanse band P.O.D.) was een Britse deathmetal-/grindcoreband. De band bestond vanaf 1988 en werd in 1992 opgeheven. De groep is het meeste bekend met hun album Acknowledge the Confusion Master en de afwijkende diepzinnige tekstuele inhoud.

## Bandleden

### Laatst bekende leden
- Shrew - zang
- Martin Holt - basgitaar
- Tom Csuka - gitaar
- Shrub - gitaar
- Jazz Rone - drums

### Voormalige leden
- Dean Uzzell - drums (zelfmoord)
- William - gitaar

## Discografie
- Demo 1988
- Axegrinder/Phophecy of Doom (split, 1990)
- The Peel Sessions (ep, 1990)
- Until the Again (ep, 1990)
- Calculated Mind Rape (single, 1990)
- Acknowledge The Confusion Master (album, 1990)
- Matrix (album, 1992)